# John Dryden
John Dryden (Aldwinkle, Northamptonshire 9 de agostojul./ 19 de agosto de 1631greg.-1 de mayojul./ 12 de mayo de 1700greg.) fue un influyente poeta, crítico literario y dramaturgo inglés, que dominó la vida literaria en la Inglaterra de la Restauración inglesa hasta tal punto que llegó a ser conocida como la Época de Dryden.

## Primeros años
Dryden nació en la rectoría del pueblo de Aldwinkle cerca de Oundle en Northamptonshire, donde su abuelo materno era “rector de todos los santos”. Era el mayor de catorce hijos nacidos de Erasmus y Mary Dryden, aristocracia terrateniente puritana que apoyó al Parlamento. De joven, vivió en la aldea cercana de Titchmarsh donde es probable que recibiera su primera educación. En 1644 fue enviado a la Westminster School como alumno del rey, donde su director fue el Dr. Richard Busby, un maestro carismático y disciplinador severo. Refundado recientemente por Isabel I, Westminster significaba un espíritu religioso y político muy diferente, apoyando la monarquía y el alto anglicanismo, sin haber recibido aún la influencia moderadora del contemporáneo de Dryden, John Locke. Con independencia de su actitud personal hacia este entorno, Dryden respetaba a su director, y más tarde envió a dos de sus hijos a Westminster. Muchos años después de su muerte se fundó en Westminster una casa en su nombre.
Como una escuela primaria humanista, Westminster mantuvo un currículo que enseñaba a los alumnos el arte de la retórica y de buscar argumentos para los dos aspectos de cualquier discusión. Dryden conservó esta habilidad, influyendo en su forma de escribir y de pensar. También debían traducir semanalmente, lo que desarrolló la capacidad de Dryden para la asimilación y se mostró también en su obra posterior. En estos años publicó su primer poema, una elegía de fuerte sentimiento monárquico sobre la muerte, por causa de la viruela, de su compañero Henry, Lord Hastings, en la que alude a la ejecución del rey Carlos I, ocurrida el 30 de enero de 1649.
En 1650 Dryden acudió a Trinity College, Cambridge donde regresó al ambiente religioso y político de su infancia. Era profesor del Trinity un predicador puritano llamado Thomas Hill que había sido rector en el pueblo natal de Dryden. Aunque no se sabe mucho de estos años de formación, debió seguir el currículo estándar de clásicos, retórica, y matemáticas. En 1654 se graduó el primero de la lista del Trinity. En junio de ese mismo año murió su padre, quien le dejó algo de tierra, que generaba unos ingresos pequeños, insuficientes para vivir de ellos.
Al llegar a Londres durante el Protectorado, obtuvo trabajo con el Secretario de Estado de Cromwell, John Thurloe. Este cargo pudo ser resultado de la influencia ejercida por el Lord Chambelán, Sir Gilbert Pickering, primo de Dryden. Dryden estaba presente el 23 de noviembre de 1658 en el funeral de Cromwell, donde marchó en procesión con los poetas puritanos, John Milton y Andrew Marvell. Justo después publicó su primer poema importante, Heroique Stanzas (1658), un elogio a la muerte de Cromwell que es cauta y prudente en sus muestras de emoción. En 1660 celebró la Restauración de la monarquía y el regreso de Carlos II con Astraea Redux, un auténtico panegírico monárquico. En esta obra el interregno se representa como un tiempo de anarquía, y Carlos es visto como el restaurador de la paz y el orden. 

## Vida posterior y carrera
Después de la restauración, Dryden se estableció rápidamente como el poeta y crítico literario del momento, y puso su lealtad al servicio del nuevo gobierno. Además de Astraea Redux, dio la bienvenida al nuevo régimen con otros dos panegíricos: To His Sacred Majesty: A Panegyric on his Coronation (1662), y To My Lord Chancellor (1662). Estos poemas sugieren que Dryden buscaba encontrar algún patrón, pero en lugar de conseguir vivir escribiendo para la aristocracia, lo hizo escribiendo para los impresores, en último término, para el público lector. Estos, y sus otros poemas no dramáticos, son esporádicos, dedicados a celebrar acontecimientos públicos. De esta manera, se escriben más para la nación que para el individuo, pues el Poeta Laureado (que es en lo que se convirtió después), está obligado a escribir varios por año. En noviembre de 1662 fue propuesto como miembro de la Royal Society, lo cual consiguió, pero no desarrolló ninguna actividad en asuntos de la sociedad y, finalmente, lo expulsaron en 1666 por no pagar sus cuotas. 
El 1 de diciembre de 1663 Dryden se casó con la hermana monárquica de Sir Robert Howard -- Lady Elizabeth. En sus obras, a veces se encuentran ataques contra el estado matrimonial, pero en otros momentos lo festeja por lo que, en definitiva, poco se sabe del aspecto íntimo de este matrimonio. Lady Elizabeth le dio tres hijos y lo sobrevivió. 
Con la reapertura de los teatros después de la prohibición puritana, Dryden se dedicó a componer obras dramáticas. La primera de ellas, The Wild Gallant apareció en 1663 y no tuvo éxito, pero sí posteriormente, y desde 1668 en adelante fue contratado para producir tres obras al año para la Compañía del Rey, de la que se hizo accionista. Durante la década de 1660 y 1670 el teatro fue su principal fuente de ingresos. Marcó el estilo para la comedia de la Restauración, con obras que incluyen algunos de sus poemas líricos más exquisitos. Su trabajo más conocido dentro del género de la comedia de la Restauración es Marriage à la Mode (1672). 
También se dedicó al “drama heroico” y otras obras dramáticas, siendo su mayor éxito en este campo All For Love (Todo por el amor, 1678). Considera Ifor Evans que el único hecho notable del drama heroico de la época de la Restauración es el que Dryden le dedicaría sus mejores talentos, lamentando que un escritor tan admirable estuviera limitado por tan pobre temática. Dryden nunca estuvo satisfecho de sus obras teatrales, y con frecuencia sugería que su talento se malgastaba con un público que no lo merecía. 
Trató de conseguir fama poética fuera de la escena, pues abrigaba, “como primera ambición en tanto que artista el construir buenas poesías”. En 1667, al tiempo que empezaba su carrera dramática, publicó Annus Mirabilis, un largo poema histórico sobre los acontecimientos de 1666: la derrota inglesa frente a la armada holandesa y el gran incendio de Londres; “se trata de un rasgo muy poco usual el de convertir hechos contemporáneos en poesía casi de manera inmediata”. Era épica moderna, en cuartetos pentámetros, que lo establecieron como el poeta preeminente de su generación, y fue decisivo para obtener el puesto de "Poeta Laureado" (1668) e historiador real (1670). 
Cuando la gran plaga cerró los teatros en 1665 Dryden se retiró a Wiltshire, donde escribió Of Dramatic Poesy (1668), sin duda alguna el mejor de sus nada sistemáticos prefacios y ensayos, que tenían como modelo los de Corneille. Dryden constantemente defendió su propia práctica literaria. Este Ensayo sobre Poesía dramática, la primera y más larga de sus obras críticas, adopta la forma de una conversación entre cuatro personajes, cada uno de ellos basado en un destacado contemporáneo, con el propio Dryden como ‘Neander’, debatiendo los méritos del drama clásico, del francés y del inglés. En la mayor parte de sus obras críticas se muestra el trabajo de un escritor independiente que siente profundamente sus propias ideas, ideas que demuestran la increíble amplitud de sus lecturas. Sentía profundamente la relación del poeta con la tradición y el proceso creativo, y su mejor obra heroica, Aureng-Zebe (1675) tiene un prólogo que denuncia el uso de la rima en el drama serio. Su obra All for Love (1678), que siguió a Aureng-Zebe, estaba escrita en versos blancos. 
Los mayores logros de Dryden se produjeron con la poesía satírica: el heroico-burlesco MacFlecknoe, un producto más personal de sus años como Laureado, era una sátira que circuló en manuscrito y un ataque al dramaturgo Thomas Shadwell. No es una forma despreciativa de sátira, sino una que engrandece su objeto de manera inesperada, haciendo de lo ridículo poesía. Este tipo de sátira política continuó con Absalom and Achitophel (Absalón y Aquitofel, 1681) y The Medal (La medalla, 1682). En la primera de ellas, “relata la política intrigante de Shaftesbury y la deslealtad de Monmouth, creando así la mejor de sus sátiras”. Sus otras obras principales durante este período fueron los poemas religiosos Religio Laici (1682), escrito desde la perspectiva de un miembro de la Iglesia de Inglaterra; su edición de 1683 de Plutarchs Lives Translated From the Greek by Several Hands en la que él presentó la palabra biografía a los lectores ingleses; y The Hind and the Panther, (1687) que celebra su conversión al catolicismo. 
Con la deposición del rey Jaime en 1688, quedó sin apoyos en la corte. Thomas Shadwell lo sucedió como poeta laureado, y se vio forzado a dejar sus cargos públicos y vivir de la pluma. Dryden tradujo obras de Horacio, Juvenal, Ovidio, Lucrecio y Teócrito, una tarea que encontraba más satisfactoria que escribir obras para la escena. En 1694 empezó a trabajar en lo que sería su más ambiciosa obra como traductor: The Works of Virgil (1697), que fue publicado por suscripción. La publicación de la traducción de Virgilio fue un acontecimiento nacional y le reportó la suma de ₤1,400. Sus últimas traducciones aparecieron en el volumen Fables Ancient and Modern (1700), una serie de episodios de Homero, Ovidio, y Boccaccio, así como adaptaciones modernas de Geoffrey Chaucer intercaladas con poemas propios. El Preface to the Fables (1700), se considera la más comprometida y mejor de sus obras críticas, y uno de los mejores ensayos en inglés. Como crítico y traductor fue esencial para hacer accesible al público lector inglés obras literarias en lenguas clásicas.
Dryden murió en 1700 y se encuentra enterrado en la Abadía de Westminster. La influencia de Dryden como poeta fue inmensa en su propia época, y la profunda pérdida que representaba para la literatura inglesa se evidencia en las elegías que inspiró a su muerte. Su poesía, patriótica, religiosa y satírico-política, popularizó un tipo de verso endecasílabo que será el preferido del siglo XVIII, pues fue tomada como modelo por poetas como Alexander Pope y Samuel Johnson. En el siglo XIX su reputación decreció, y aún debe recobrarse por entero fuera de los círculos especializados. Uno de sus mayores defensores, T.S. Eliot, escribió que él fue ‘el antecesor de casi todo lo que es mejor en la poesía del siglo XVIII’, y que ‘no podemos disfrutar plenamente ni valorar adecuadamente un siglo de poesía inglesa salvo que sepamos disfrutar plenamente a Dryden.’

## Principales obras
- Astraea Redux, (1660).
- The Indian Emperor / El Emperador indio, 1665 , tragedia inspirada en El príncipe constante de Pedro Calderón de la Barca.
- Annus Mirabilis, (1667), poema.
- The Tempest / La tempestad, 1667, adaptación hecha con William Davenant de La Tempestad, de Shakespeare
- Essay of Dramatic Poesy / Ensayo sobre la poesía dramática, 1668.
- An Evening's Love / Un amor de tarde, 1669, comedia.
- Tyrannick Love / Amor tiránico, 1669, tragedia.
- The Conquest of Granada / La conquista de Granada, 1670.
- Marriage A-la-Mode / Matrimonio a la moda, 1672).
- Aureng-Zeb / Aureng-Zebe, 1675 .
- All for Love / Todo por el amor, 1677.
- Oedipus / Edipo, 1679.
- Absalom and Achitophel / Absalón y Aquitofel, 1681, poema satírico.
- MacFlecknoe, (1682), poema satírico.
- The Medal / La medalla, 1682, poema satírico.
- Religio Laici, (1682), poesía religiosa.
- The Hind and the Panther / La cierva y la pantera, 1687, poema.
- Amphitryon / Anfitrión, 1690.
- Don Sebastian / Don Sebastián, 1690.
- Amboyna, or the Cruelties of the Dutch to the English Merchants / Amboyna, o las crueldades de los holandeses hacia los comerciantes ingleses, 1673, tragedia.
- The Works of Virgil / Las obras de Virgilio, 1697.
- Fables, Ancient and Modern / Fábulas, antiguas y modernas, 1700.

## Reputación e influencia

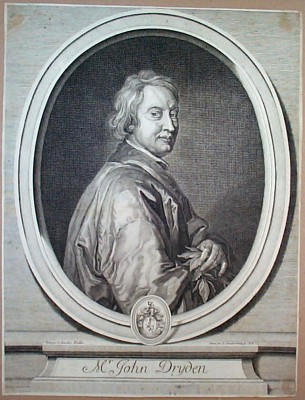
Dryden hacia el final de su vida.

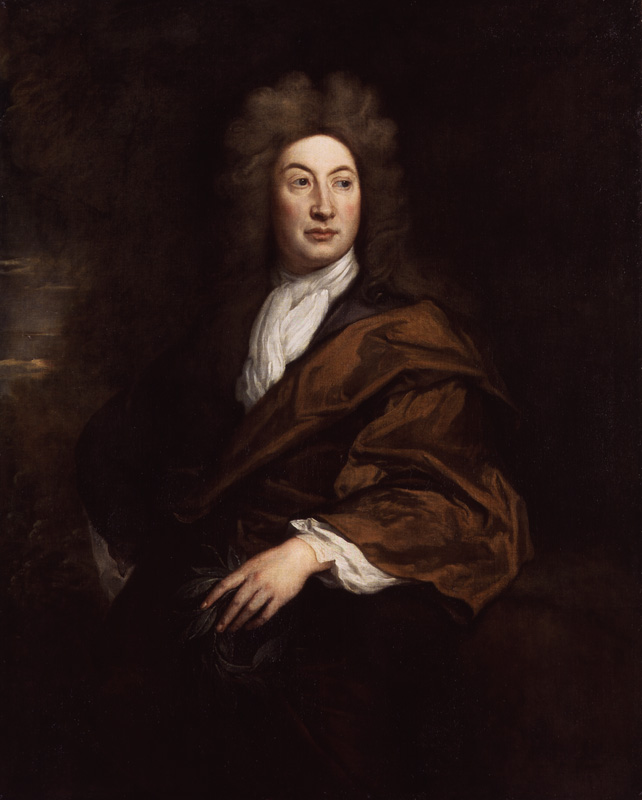
Dryden